# イオニアの反乱
イオニアの反乱（イオニアのはんらん、ギリシア語: Ιωνική Επανάσταση）は、 アケメネス朝の支配に対して、ミレトスを中心とするイオニア地方のポリスが、紀元前499年から紀元前493年にかけて起こした反乱。

## 原因
イオニアの都市国家はギリシアの古い植民都市であったが、アナトリア半島で繁栄したリュディア王国と経済的な繋がりが深く、これに支配されていた。このため、アケメネス朝のリュディア侵攻に対して、ペルシア王キュロス2世からリュディアより離反するよう勧告されていたが、ミレトスを除くイオニアの諸都市はこれに耳を貸さなかった。リュディア侵略の後、キュロスはイオニアへの侵攻を優先しなかったが、リュディア人パクテュエスの反乱にプリエネステとマグネシアが加わったため、ペルシア軍はこれを攻撃、イオニア地方を征服した。
以後、ペルシアは各都市国家に僭主を置いて内政に干渉したが、それほど過酷な支配は行わなかった。衰退していたミレトスなどはむしろ繁栄を取り戻し、イオニアの華と讃えられた。
当時、 エーゲ海の制海権をめぐってギリシアのポリス間に抗争があったが、ミレトス僭主アリスタゴラスは、エーゲ海中央部で最も強い勢力を持つナクソス島の内乱に際し、武力介入してキクラデス諸島に影響力を拡大することを目論んだ。サルディスのペルシア総督アルタプレネス もこれに同調し、軍事力を提供した。

## 反乱の経過

### ナクソス侵攻
紀元前499年、ダレイオス1世の従兄弟メガバテス率いるペルシアの三段櫂船200隻がナクソスに派遣された。当初、この艦隊はヘレスポントスに向かう航路をとってナクソスの目を欺こうとしたが、アリスタゴラスとメガバテスの不和により目的が露見したため、ナクソスに本土防備の猶予を与えることになった。ナクソスは強固な市壁と山に囲まれた難攻不落の都市で、ギリシア本土から商人船を利用した補給を確保して籠城したため、包囲戦は4か月に渡り、ペルシア軍は軍資金欠乏によって撤退を余儀なくされた。
ミレトスは艦隊の派遣にも多額の戦費を負担したが、ナクソス遠征が失敗に終わり、資金の回収は困難になった。地位の維持に不安を覚えたアリスタゴラスは、ペルシアに対して反乱を企てた。彼は、イオニアにある主要な都市国家の僭主を捕えて追放し、民主制を敷くことで市民の歓心を買う一方、スパルタ王クレオメネス1世に援軍を求めた。この交渉は決裂したため、アリスタゴラスは 今度はアテナイに援軍を要請した。
当時のアテナイは、スパルタ、アイギナ、ボイオティア、テーバイと敵対する四面楚歌の状況にあった。このため、アテナイの政治的指導者であったクレイステネスはペルシアと同盟を結ぼうとしたが、独立を唱えるアテナイ民会はペルシアへの服従を拒否した。さらに、アルタプレネスによって、アテナイが僭主制を打倒した際に追放したヒッピアスの僭主復帰が発令されたことから、アテナイ民会はアリスタゴラスの要求に応じて、ミレトスの支援を決定した。

### サルディス侵攻とエフェソスの敗戦
紀元前498年、アテナイ船団20隻と、他に唯一支援を決定したエレトリアの船団5隻の増援は、エフェソスでイオニア軍と合流し、サルディスに侵攻した。アルタプレネスはサルディスの下町を放棄し、市中心部のアクロポリスまで防衛線を後退させて援軍を待つ作戦をとったため、反乱軍は殆ど抵抗を受けることなくサルディス市街を占拠した。市街は大部分が戦火によって焼け落ちた。

サルディスを攻めきれなかった反乱軍は、騎馬部隊を警戒してエフェソス近郊まで撤退したが、サルディス侵攻の知らせを受けたペルシア騎兵隊に追撃され、大敗した。この敗北によって苦杯をなめたアテナイ、エレトリアの支援部隊は母国に帰還し、以後いかなる援助も行わなかった。

しかし、イオニア反乱軍はなおも抵抗を続け、ビュザンティオンを占拠し、カリア（イオニア南部）、キプロスを同盟に加えるなど、小アジア全域に反乱を焚き付けた。

### キプロスとカリアの反乱
キプロスはイオニアの反乱に乗じてペルシアからの独立を計ったが、唯一アマトゥスのみは、反乱に加わることを拒否した。このため反乱軍はアマトゥスを包囲したが、この包囲戦の最中にペルシア艦隊が来援したため、キプロス軍はイオニアの援軍とともにキプロス北部のサラミス近郊に布陣し、ペルシア軍を迎え撃った。サラミス王オネシロス率いるキプロス反乱軍は、海戦ではフェニキア艦隊を撃破し、陸戦ではペルシアの指揮官アルテュビオスを討ち取るなど、戦いを優位に進めたが、一部の部隊がペルシア軍に寝返ったために形勢が逆転し、キプロス、イオニアの反乱軍は敗走した。この後、キプロスの諸都市は包囲され、陥落した。
カリアでは、紀元前497年にペルシアから討伐部隊が派遣され、マイアンドロス川に合流するマルシュアス川で反乱軍との戦闘が行われた。長時間にわたる激戦の末、反乱軍はラブラウンダに敗走し、ゼウス・ストラテイオス神域に逃げ込んだ。しかし、ここでイオニアからの援軍を得た反乱軍は勢いを盛り返し、ペダソスの街道に進軍。夜間、ペルシア軍を急襲してこれを殲滅した。

### ラデ沖の戦い
カリアなどでは局地的な勝利があったものの、反乱軍はペルシア軍に圧倒された。首謀者のアリスタゴラスは反乱の失敗を予見し、トラキアを占拠してミュルキノスに逃亡しようとしたが、その途上、トラキア人によって殺されてしまった。

紀元前494年、ダレイオス1世は、ミレトス討伐のため、本格的に陸海軍を派遣した。反乱軍はイオニアで会議を開き、艦隊のみを編成してミレトス沖のラデ島の海域で決戦を行うことを決めた（ラデ沖の戦い）。
ペルシア海軍は、フェニキア船団を中核として、キプロス島、エジプトなどから集めた船で艦隊を編成してラデ島沖に侵入、ポカイア部隊の司令官ディオニュシオス率いるイオニア反乱軍と対峙した。デュオニュシオスは、三段櫂船による船間突破戦法の訓練を行ったが、ミレトス人は訓練が厳しすぎると言って放棄した。サモス島の援軍はこれを見て、同盟を破棄することを決意した。彼らは戦闘が始まると早々に戦線を離脱した。レスボス島の部隊もこれに倣った。ヒオス島の船団のみがペルシア艦隊と果敢に戦ったが敗退、島嶼諸国の優秀な海軍を失ったミレトスの中核部隊は、ペルシア艦隊によって粉砕された。
ラデ沖の戦いによって反乱軍は崩壊した。戦闘を離脱したサモス島を除いて、敗北したイオニアと島嶼の諸都市は、徹底的に略奪された。

### イオニア都市の掃討
紀元前493年、ペルシア軍は、島嶼部に対して曳き網式と呼ばれる掃討作戦を行った。アナトリア半島エーゲ海沿岸部の諸都市は攻略され、各都市の神域はサルディスのキュベレイ神殿を焼打ちした報復として全て破壊された。美貌の少年は去勢され、美女は王宮に送られた。ミレトスの陥落はギリシアにとっても衝撃的な事件だった。ヘロドトスは、主要な聖域は焼き打ちに遭い、男は全て殺され、女子供は奴隷としてスーサに送られ、ミレトスからミレトス人は消えた、と記している。

## 反乱の影響
反乱の後、アルタプレネスはイオニア諸都市の代表者をサルディスに集め、紛争は司法手段によって解決するという相互協定を強制的に締結させた。徴税の体制も見直されたが、これは以前のものと大差なかったとされる。
その一方、反乱は鎮圧されたとはいえ、ペルシアは僭主を擁立して露骨に内政に干渉するという手段を撤回せざるを得なかった。経済の発展によって台頭した新しい社会階層を、僭主制によって抑圧することの危険性をペルシアが理解したためであると考えられる。反乱の後、イオニアでは、ペルシアの支配下にありながら民主制が敷かれた。
アテナイでは、イオニア反乱軍がエフェソスで大敗を喫した後、一時的にペルシアとの宥和派が発言力を持つようになった。しかし、反乱に加担したエーゲ海島嶼のポリスが苛烈な弾圧を受けたことと、ギリシア本土が直接ペルシアの脅威に曝されるようになったことから、アテナイ民会はペルシアとの宥和政策を放棄した。これにはペルシアの討伐を逃れて来たイオニアの亡命者たちの訴えも影響していると考えられる。彼らは、ギリシア諸国にペルシアへの過剰な恐怖心を植え付けることになった。
ペルシアは、イオニアの抵抗勢力を一掃したことによって、ギリシア本土侵攻の障害が取り除かれた。紀元前492年には、イオニアの反乱に加担したアテナイとエレトリアへの報復を口実にマルドニオスの率いる遠征軍が派遣された。